# Husein beg Biščević
Husein-beg Biščević (Lušci Planka, 28. srpnja 1884. – 15. svibnja 1945.), bio je dopukovnik Hrvatske vojnice i SS Obersturmbannführer u 13. SS Handzar diviziji (najviši rang hrvatskih vojnih časnika u 13. SS-u tijekom Drugog svjetskog rata). Veteran je Austro-Ugarske vojske u Prvom svjetskom ratu.

## Životopis
Primljen u Hrvatsko domobranstvo NDH 30. kolovoza 1941. u činu djelatnog satnika. 1. lipnja 1942. godine promaknut je u čin bojnika Ustaške vojnice i udjeljen u "Kordunski Sdrug". Na 17. srpnja 1942. godine odlikovan je za osobnu hrabrost u borbama oko Vojnića i Sića u lipnju i srpnju, malom Srebrnom Kolajnom. Na 1. srpnja 1942. postavljen za zamjenika zapovjednika III. Sdruga i Glavara stožera, pod zapovjedništvom pukovnika Josipa Metzgera. Krajem 1942. g., ponovo prima odlikovanje za borbe na Kordunu, Vojnički red "Željeznog Trolista" IV. stupnja. 5. siječnja 1943. preudjeljen na novu dužnost u Zagrebu u stožernom zapovjedničtvu Ustaške Vojne. 13. kolovoza 1943. postavljen za vojnog zapovjednika (SS Obersturmbannführer ) u 13. SS diviziji. Zamijenjen je 1. ožujka 1944. Malo se zna o njegovu sudbinu nakon rata, pretpostavlja se da je pogubljen tijekom bijega u Bleiburg.